# Liste interstellarer Radiobotschaften
Die Liste interstellarer Radiobotschaften enthält eine Aufzählung der menschlichen interstellaren Radiobotschaften. Interstellare Radiobotschaften werden im Englischen mit IRM (interstellar radio messages) abgekürzt.

## Klassifikation interstellarer Radiobotschaften (IRMs)
Es existieren zehn realisierte IRM-Projekte:
- The Morse Message (1962)[1]
- Arecibo-Botschaft (1974), eine Radioübertragung zu Messier 13
- Cosmic Call 1 (1999), vier Radioübertragungen an nahe sonnenähnliche Sterne
- Teen Age Message (2001), sechs Radioübertragungen
- Cosmic Call 2 (2003), fünf Radioübertragungen
- A Message From Earth (2008), eine Radioübertragung an Gliese 581
- Across the Universe (2008)
- Hello From Earth (HFE, 2009)
- Wow! Reply (2012), drei Radioübertragungen an Hipparcos 34511, Hipparcos 33277 und Hipparcos 43587 als eine Art Antwort auf das Wow!-Signal[2]
- Lone Signal (2013)

Die Botschaften Across the Universe und Hello From Earth werden nicht immer als ernsthaft anerkannt. Die erste wurde zu Polaris gesendet, welcher 431 Lichtjahre entfernt liegt und dessen Planetensystem, sollte es existieren, möglicherweise nicht für Leben geeignet ist. Zusätzlich war die Übertragungsrate (etwa 128 kbit/s) für die geringe Sendeleistung (etwa 18 kW) sehr hoch. Der Hauptkritikpunkt von „Hello From Earth“ ist die unzureichende wissenschaftliche und technische Einstellung, da kein anerkannter SETI-Wissenschaftler Aussagen über die Gestaltung der Botschaft traf. Die Beschreibung des Ablaufes dieser Botschaft lautet wie folgt: „Nachdem die letzte Botschaft am 24. August 2009 eingesammelt war, wurden die Botschaft als Textdatei exportiert und an das Jet Propulsion Laboratory der NASA in Kalifornien gesendet, wo sie vor der Übertragung binär kodiert, komprimiert und getestet wurden“, jedoch wurde nicht erklärt, wie mögliche Außerirdische einen solchen kodierten und komprimierten Text empfangen und verstehen könnten.
Die Botschaften waren an Sterne gerichtet, die zwischen 17 und 69 Lichtjahre von der Erde entfernt waren. Ausnahme bildet hierbei die Arecibo-Botschaft, die auf Messier 13 gerichtet war, welcher schätzungsweise 24.000 Lichtjahre entfernt liegt. A Message From Earth wird die erste Botschaft sein, die ihr Ziel erreicht. Die Ankunft der Nachricht am Stern Gliese 581 im Sternbild Waage wird für 2029 erwartet.

## Momentane Botschaften auf dem Weg
Zu den Sternen, zu denen Botschaften gesendet wurden, gehören:
| Stern      | Bezeichnung | Sternbild      | Sendedatum    | Ankunftsdatum         | Nachricht            |
| ---------- | ----------- | -------------- | ------------- | --------------------- | -------------------- |
| Messier 13 | NGC 6205    | Herkules       | 16. Nov. 1974 | schätzungsweise 25974 | Arecibo-Botschaft    |
| 16 Cyg A   | HD 186408   | Schwan         | 24. Mai 1999  | Nov. 2069             | Cosmic Call 1        |
| 15 Sge     | HD 190406   | Pfeil          | 30. Juni 1999 | Feb. 2057             | Cosmic Call 1        |
| ?          | HD 178428   | Pfeil          | 30. Juni 1999 | Okt. 2067             | Cosmic Call 1        |
| Gl 777     | HD 190360   | Schwan         | 1. Juli 1999  | Apr. 2051             | Cosmic Call 1        |
| ?          | HD 197076   | Delphin        | 29. Aug. 2000 | Feb. 2070             | Teen Age Message     |
| 47 UMa     | HD 95128    | Großer Bär     | 3. Sep. 2001  | Juli 2047             | Teen Age Message     |
| 37 Gem     | HD 50692    | Zwillinge      | 3. Sep. 2001  | Dez. 2057             | Teen Age Message     |
| ?          | HD 126053   | Jungfrau       | 3. Sep. 2001  | Dez. 2059             | Teen Age Message     |
| ?          | HD 76151    | Wasserschlange | 4. Sep. 2001  | Mai 2057              | Teen Age Message     |
| ?          | HD 193664   | Drache         | 4. Sep. 2001  | Jan. 2059             | Teen Age Message     |
| ?          | HIP 4872    | Kassiopeia     | 6. Juli 2003  | Apr. 2036             | Cosmic Call 2        |
| ?          | HD 245409   | Orion          | 6. Juli 2003  | Aug. 2040             | Cosmic Call 2        |
| 55 Cnc     | HD 75732    | Krebs          | 6. Juli 2003  | Mai 2044              | Cosmic Call 2        |
| ?          | HD 10307    | Andromeda      | 6. Juli 2003  | Sep. 2044             | Cosmic Call 2        |
| 47 UMa     | HD 95128    | Großer Bär     | 6. Juli 2003  | Mai 2049              | Cosmic Call 2        |
| Polaris    | HIP 11767   | Kleiner Bär    | 9. Okt. 2008  | Jan. 2439             | Across the Universe  |
| Gliese 581 | HIP 74995   | Waage          | 9. Okt. 2008  | Jan. 2029             | A Message From Earth |
| Gliese 581 | HIP 74995   | Waage          | 28. Aug. 2009 | Jan. 2030             | Hello From Earth     |
| Gliese 526 |             | Bärenhüter     | 17. Juni 2013 |                       | Lone Signal          |

Neben den ernsthaften IRM-Projekten existieren einige Pseudo-METI-Projekte:
- Poetica Vaginal (1986)[5]
- Craigslist Messages (2005)[6]
- CNES Cosmic Connexion (2006)[7]
- Doritos Advert (2008)[8]
- RuBisCo Message (2009)[9]
- Sent Forever[10]
- Penguin UK[11]
- Helix Uplink[12]